# Brownfield (Maine)
Brownfield város az USA Maine államában, Oxford megyében. Lakosainak száma 1631 fő (2020. április 1.).

## Népesség
A település népességének változása:

| 2010 | 1 597 |
| 2020 | 1 631 |